# شهرستان چو
شهرستان چو (به لاتین: Qu County) یک شهرستان‌های جمهوری خلق چین در چین است که در داژو واقع شده‌است.
 شهرستان چو ۲٬۰۱۳ کیلومتر مربع مساحت و ۱٬۳۳۰٬۰۰۰ نفر جمعیت دارد.